# Duno
Duno är en ort och kommun i provinsen Varese i regionen Lombardiet i Italien. Kommunen hade 128 invånare (2018).